# 伊藤英敏
伊藤 英敏（いとう ひでとし、1952年11月29日 - ）は、日本の男性声優、ナレーター。福島県出身。

## 概要
1974年山梨放送入社。アナウンサーとして活躍後、1980年に退社、フリーランスに。1984年、大沢事務所設立に携わる。以降、現在まで同事務所に所属している。主にナレーションが中心だが、アニメにも脇役として度々出演している。事務所内にある若手・中堅の育成の場である「大沢塾」の主要メンバーでもある。

## 出演作品

### テレビアニメ
- R.O.D -THE TV-（司会者）
- serial experiments lain（男の声、男、アナウンス、声、アナウンサー）
- TEXHNOLYZE（ラジオの声、ナレーション）
- NieA 7（実況）
- HELLSING（アナウンサー、TVアナ）

### 吹き替え
- ドリヴン（ジェフ）

### ナレーション

#### テレビ番組
- スター誕生!
- ジャングルTV 〜タモリの法則〜
- 天の国・チベット
- NNNニュースプラス1 - ニュースコーナーナレーター
- NNN Newsリアルタイム - ニュースコーナーナレーター
- エコラボ〜もったいない博士の異常な愛情
- 史上最悪のデート
- news every.（平日版） - ニュースコーナーナレーター
- よゐこの企画案

#### CM
- ライオン（キレイキレイ、きれいのミスト。現行ロゴ改変以前の同社一社提供番組のスポンサー読みも担当していた。）
- au（誰でも割）
- アリコジャパン
- アクサ
- 京楽産業.（パチンコ仮面ライダー / バカボン）
- 丸美屋（ソフトふりかけ）
- ナショナル（パルック、ななめドラム洗濯機）
- ガリバー
- z会
- TSUTAYA
- ニンテンドーDS
- 明治製菓（現・明治）
- 日産自動車（キューブ Remix cube編）
- 大阪ガス（企業CM『緊急出動』篇、『ポリエチレン管』篇）
- FUJITSU（docomoらくらくスマートフォン4篇）
- ゼスプリキウイフルーツ（『テレビCM #2』編）
- 電電公社（現・NTT） シルバーホン（顔出し出演）
- ナムコ（1995年 パックインタイム）
- メルカリ

#### 実写
- EAT&RUN（那須）
- アカルイミライ（アナウンサー）
- モナリザの微笑
- 青の炎
- 棒
- 火曜サスペンス劇場
- ズームイン!!朝!

#### その他
- 基礎からわかる靖国神社問題
- 基礎からわかる東京裁判
- 基礎からわかる日本政府の歴史認識
- 医療ルネサンスがん体験記者ルポ
- 検察官被害者を前に
- 社会学通勤・通学
- F1グランプリシリーズ
- 超兄貴ショー
- ど人生『早かった男』[2]